# Macracalles
Macracalles är ett släkte av skalbaggar. Macracalles ingår i familjen vivlar.
Kladogram enligt Catalogue of Life:
| Macracalles | \| \| Macracalles parallelus \| \| \| \| |
|             | \| \| Macracalles parallelus \| \| \| \| |
|             | Macracalles parallelus                   |
|             |                                          |